# Aleksander Fredro
Aleksander Fredro (1793. június 20. – Lemberg, 1876. július 15.) lengyel költő, színdarabíró és író, aki a lengyel romanticizmus idején alkotott Lengyelország nagyhatalmak közti felosztásának idején. Munkái, beleértve színdarabjait is, melyek nyolcszótagú versstílusban íródtak, például Zemsta című műve és prózái, például a Damy i Huzary (Hölgyek és Huszárok), akárcsak meséi, mely művek a lengyel irodalom alapművei közé tartoznak. Fredrót gyakran élesen bírálták kortársai fesztelen humora és állítólagos erkölcstelensége miatt, amely ahhoz vezetett, hogy évekig nem alkotott irodalmi műveket. Fredro művei és színdarabjai közül tucatnyi csak halála után került kinyomtatásra és lett népszerű. Legismertebb műveit számos nyelvre lefordították. Művei megjelentek angolul, franciául, németül, oroszül, csehül, románul, szlovákul és magyarul.

## Élete
Aleksander Fredro Surochówban született, Jarosław közelében, amely később osztrák koronabirtokká vált. Földtulajdonos apjának gyermekeként otthon tanult. 16 évesen bevonult katonának és végigélte a napóleoni háborúkat, beleértve a moszkvai hadjáratot is. Amíg 1814-ben Franciaországban tartózkodott, igen komoly érdeklődést tanúsított a francia drámairodalom irányában. Miután leszerelt letelepedett birtokán és ekkor vált igazi író belőle. 
Fredro irodalmi bemutatkozására 1817-ben került sor, de ekkor még nem foglalkoztatták a romanticizmus problémái. Társadalmi komédiákat írt a lengyel nemesség életéről és ismertté vált a karakterizálásáról és nyelvi rugalmasságáról. Munkáinak jellegét tipikusan a humor adja meg, mely jellemző volt a romantika korának népszínházaira és gyors tempójú bohózataiban, számos kifinomult hangnemet ütöttek meg.
Fredro meséi közül kettő, a Majom a kádban (Małpa w kąpieli) és a Paweł és Gaweł a legnépszerűbb gyermekmesék közé tartoznak Lengyelországban. Legismertebb komédiája, a Zemsta (A bosszú) a képernyőn is megjelent, mivel 2002-ben Andrzej Wajda filmet készített belőle.
Fredro volt az anyai nagyapja az ukrán katolikus egyházfőnek, Andrej Sheptytskynek. Fredróról 1978-ban képeslapon emlékezett meg a lengyel posta.

## Komédiái
- Geldhab úr (Pan Geldhab, írta 1818-ban és először 1821-ben játszották)
- Férfi és felesége (Mąż i żona, először 1812-ben, vagy 1822-ben játszották először)
- Hölgyek és huszárok (Damy i Huzary, 1825-ben írta)
- Jovial úr (Pan Jowialski, 1832-ben írta és ekkor be is mutatták)
- Leánykori fogdalmak, azaz a Szív vonzásában (Śluby panieńskie, czyli magnetyzm serca, először 1833-ban került színpadra)
- A bosszú (Zemsta, 1833-ban írta, először 1834-ben játszották)
- A juss (Dożywocie, 1835-ben írta és ekkor színpadra is került)

## Magyarul
- Vidor úr. Vígjáték; idősb gr. Fredro Sándor "Pan Jovialsky" lengyel eredetije után magyarosította Törs Kálmán; Pfeifer, Bp., 1875 (A Nemzeti Színház könyvtára)
- Az egyetlen leány. Vígjáték; ford. Radnotfáy Sámuel; Pfeifer, Bp., 1901 (A Nemzeti Színház könyvtára)
- Életjáradék. Verses vígjáték; ford., utószó Kerényi Grácia; Európa, Bp., 1960 (Világirodalmi kiskönyvtár)
- Majomkaland a fürdőben; szöveg Rákai András, ill. Anna és Lech Stefaniakowie; Elektra, Bp., 2012

## Fordítás
- Ez a szócikk részben vagy egészben  az   Aleksander Fredro című angol Wikipédia-szócikk ezen változatának fordításán alapul.  Az eredeti cikk szerkesztőit annak laptörténete sorolja fel. Ez a jelzés csupán a megfogalmazás eredetét és a szerzői jogokat jelzi, nem szolgál a cikkben szereplő információk forrásmegjelöléseként.